# Lichenostomus versicolor
Lichenostomus versicolor é uma espécie de ave da família Meliphagidae.
Pode ser encontrada nos seguintes países: Austrália, Indonésia e Papua-Nova Guiné.
Os seus habitats naturais são: florestas de mangal tropicais ou subtropicais.